# Saint-Guilhem-le-Désert
Pour les articles homonymes, voir Guilhem.

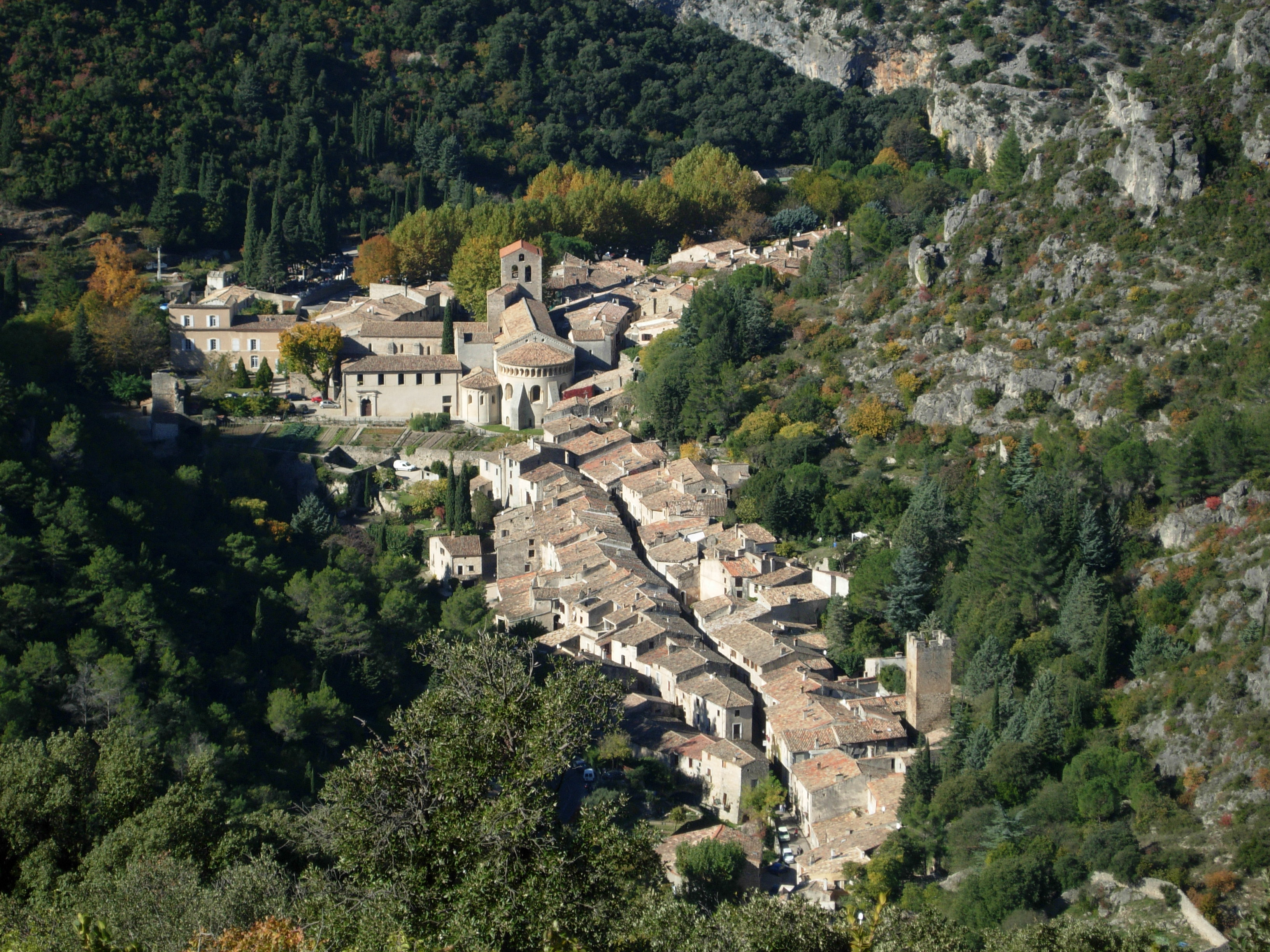
Saint-Guilhem-le-Désert

Saint-Guilhem-le-Désert (prononcer [sɛ̃ ɡijɛ̃ lə dezɛʁ] ou [sɛ̃ ɡilɛ̃ lə dezɛʁ]), ou Sant Guilhèm dau Desèrt ['sant gi.'ʎɛn daw de'zɛrt] en languedocien, est une commune située dans le nord du département de l'Hérault en Occitanie, traversée par le chemin d'Arles, l'un des chemins de Compostelle.
Exposée à un climat méditerranéen, elle est drainée par l'Hérault, le Verdus, le ruisseau de la Combe du Bouys, le ruisseau du Pontel et par divers autres petits cours d'eau. La commune possède un patrimoine naturel remarquable : deux sites Natura 2000 (les « gorges de l'Hérault » et les « hautes garrigues du Montpelliérais »), un espace protégé (le « Saint-Guillhem-le-Désert ») et cinq zones naturelles d'intérêt écologique, faunistique et floristique.
Saint-Guilhem-le-Désert est une commune rurale qui compte 243 habitants en 2022, après avoir connu un pic de population de 962 habitants en 1806. Elle fait partie de l'aire d'attraction de Montpellier. Ses habitants sont appelés les Saute-Rocs ou Saute-Rochers.
Faisant partie du Grand Site de France des Gorges de l’Hérault, elle entre dans le classement de l'association Les Plus Beaux Villages de France,.

## Géographie

### Accès
Le territoire de la commune de Saint-Guilhem-le-Désert couvre près de 40 km2. Il est traversé par les routes départementales D 122 et D 4.
Les villes les plus proches sont : Ganges, ville proche de la source de l'Hérault à environ 35 km au nord-est ; Montpellier (via Montarnaud et Aniane) à 35 km au sud-est ; Gignac à 15 km au sud ; Saint-André-de-Sangonis à 12 km au sud-sud-ouest ; et Lodève (via A75, Gignac et Aniane) à 35 km à l'ouest.

### Situation, description
La commune est située aux confins du Massif central, dans la moyenne vallée de l'Hérault, au nord du département du même nom. C'est une zone montagneuse formée par le prolongement de la montagne de la Séranne et de la montagne de la Sellette à quelques kilomètres des Garrigues de la plaine du Languedoc.
Le village a conservé un aspect médiéval.

### Hydrographie
L'Hérault et le canal d'irrigation de Gignac bordent la commune au sud-est. Les autres principaux cours d'eau arrosant la commune sont le Verdus, le ruisseau de Font-Basse dont une partie sert de limite de commune au nord, le ruisseau de la Combe des Arboussets (au nord-est) et le ruisseau de la Combe de Brunan au sud. De nombreux autres ruisseaux plus petits irriguent le territoire (ravin de Coste Vieille, ruisseau des Poujols, etc.).

### Communes limitrophes
| Saint-Maurice-Navacelles                 | Pégairolles-de-Buèges   | Causse-de-la-Selle |
| La Vacquerie-et-Saint-Martin-de-Castries | Saint-Guilhem-le-Désert | Puéchabon          |
| Montpeyroux                              | Saint-Jean-de-Fos       | Aniane             |

Hameaux

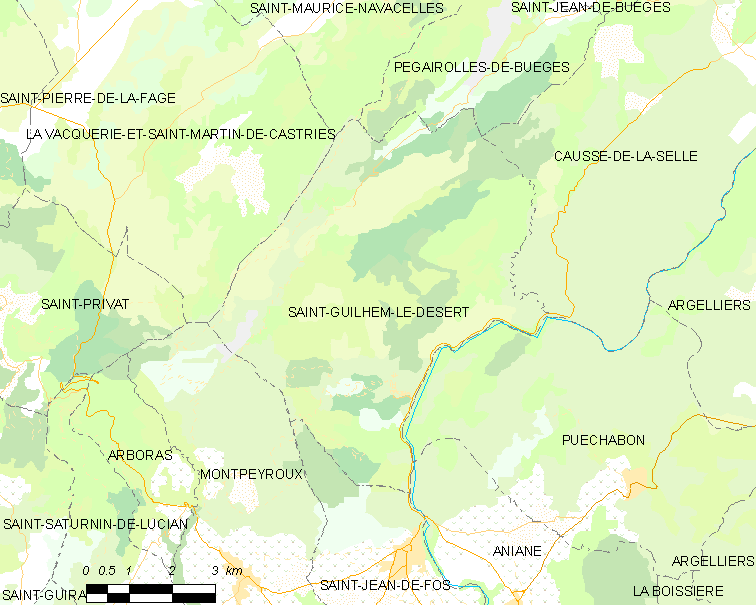
Communes proches de Saint-Guilhem-le-Désert.

Les Lavagnes, l'Estagnol et les écarts du mas de Faissas, de Tourreau, de Lapourdoux, d'Agre, de l'Arbousier. Seule la maison forestière des Plos est habitée.

### Climat
Pour des articles plus généraux, voir Climat de l'Occitanie et Climat de l'Hérault.
En 2010, le climat de la commune est de type climat méditerranéen franc, selon une étude s'appuyant sur une série de données couvrant la période 1971-2000. En 2020, Météo-France publie une typologie des climats de la France métropolitaine dans laquelle la commune est exposée à un climat méditerranéen et est dans la région climatique Provence, Languedoc-Roussillon, caractérisée par une pluviométrie faible en été, un très bon ensoleillement (2 600 h/an), un été chaud (21,5 °C), un air très sec en été, sec en toutes saisons, des vents forts (fréquence de 40 à 50 % de vents > 5 m/s) et peu de brouillards.
Pour la période 1971-2000, la température annuelle moyenne est de 14,6 °C, avec une amplitude thermique annuelle de 16,2 °C. Le cumul annuel moyen de précipitations est de 969 mm, avec 7 jours de précipitations en janvier et 3 jours en juillet. Pour la période 1991-2020, la température moyenne annuelle observée sur la station météorologique la plus proche, située sur la commune de La Vacquerie-et-Saint-Martin-de-Castries à 9 km à vol d'oiseau, est de 12,0 °C et le cumul annuel moyen de précipitations est de 1 302,2 mm,. Pour l'avenir, les paramètres climatiques de la commune estimés pour 2050 selon différents scénarios d'émission de gaz à effet de serre sont consultables sur un site dédié publié par Météo-France en novembre 2022.

### Milieux naturels et biodiversité

#### Espaces protégés
La protection réglementaire est le mode d’intervention le plus fort pour préserver des espaces naturels remarquables et leur biodiversité associée,.
Un  espace protégé est présent sur la commune : 
le « Saint-Guillhem-le-Désert », une réserve biologique dirigée, d'une superficie de 250,5 ha.

#### Réseau Natura 2000

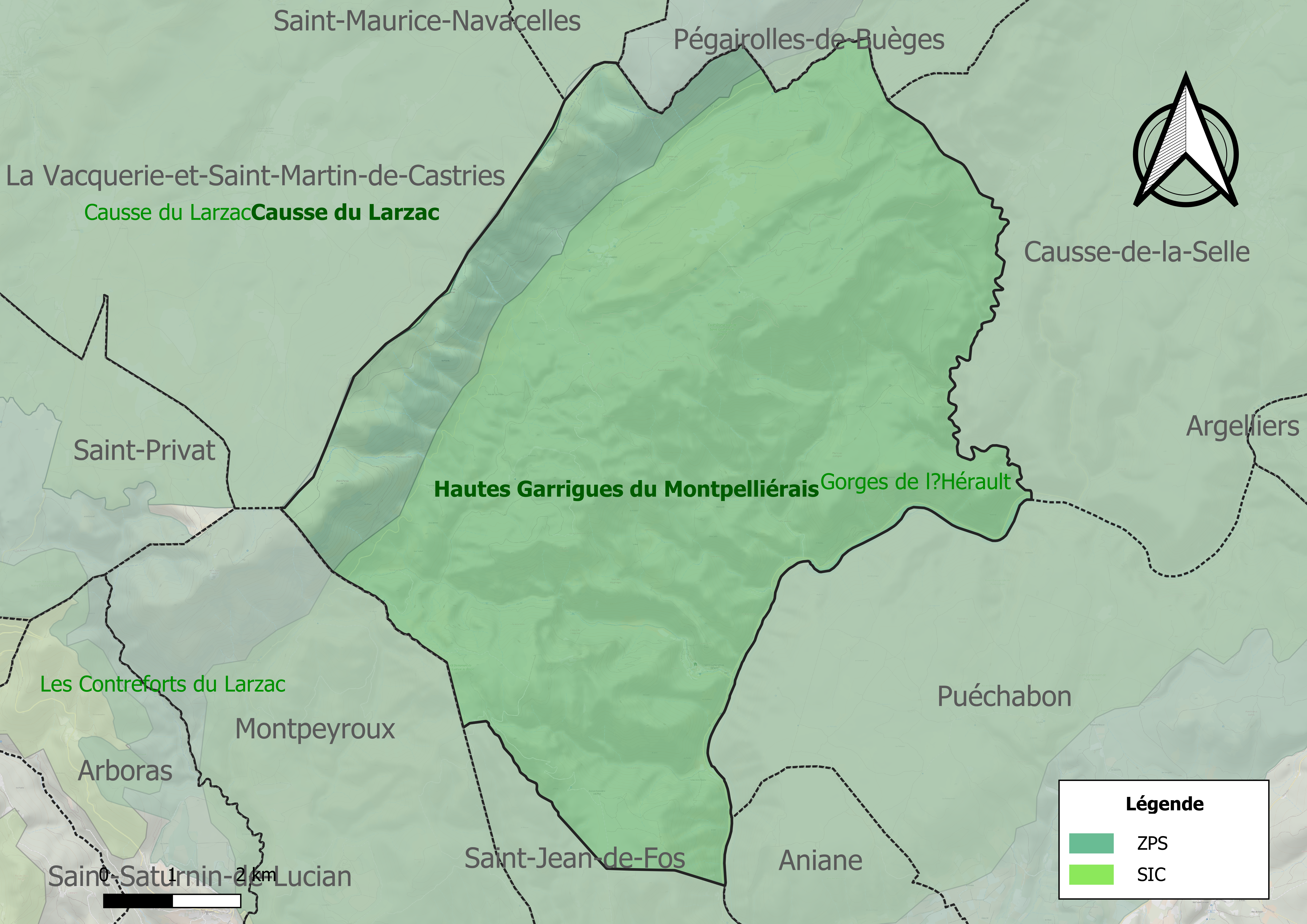
Site Natura 2000 sur le territoire communal.

Le réseau Natura 2000 est un réseau écologique européen de sites naturels d'intérêt écologique élaboré à partir des directives habitats et oiseaux, constitué de zones spéciales de conservation (ZSC) et de zones de protection spéciale (ZPS).
Un site Natura 2000 a été défini sur la commune au titre de la directive habitats :
- les « gorges de l'Hérault », d'une superficie de 21 736 ha, entaillent un massif calcaire vierge de grandes infrastructures dont les habitats forestiers (forêt de Pins de Salzman et chênaie verte) et rupicoles sont bien conservés. La pinède de Pins de Salzmann de Saint-Guilhem-le-Désert est une souche pure et classée comme porte-graines par les services forestiers. Il s'agit d'une forêt développée sur des roches dolomitiques[15]

et un au titre de la directive oiseaux : 
- les « hautes garrigues du Montpelliérais », d'une superficie de 45 444 ha, abritant trois couples d'Aigles de Bonelli, soit 30 % des effectifs régionaux[16].

#### Zones naturelles d'intérêt écologique, faunistique et floristique
L’inventaire des zones naturelles d'intérêt écologique, faunistique et floristique (ZNIEFF) a pour objectif de réaliser une couverture des zones les plus intéressantes sur le plan écologique, essentiellement dans la perspective d’améliorer la connaissance du patrimoine naturel national et de fournir aux différents décideurs un outil d’aide à la prise en compte de l’environnement dans l’aménagement du territoire.
Trois ZNIEFF de type 1 sont recensées sur la commune :
- le « massif du Roc de la Vigne et plaine de Lacan » (1 314 ha), couvrant 3 communes du département[18] ;
- le « mont Saint-Baudille » (550 ha), couvrant 4 communes du département[19],
- la « vallée du Verdus et cirque de l'Infernet » (316 ha), couvrant 2 communes du département[20] ;

et deux ZNIEFF de type 2, : 
- le « causse et contreforts du Larzac et montagne de la Séranne » (44 035 ha), couvrant 33 communes dont une dans l'Aveyron, deux dans le Gard et 30 dans l'Hérault[21] ;
- le « massif des gorges de l'Hérault et de la Buège » (21 342 ha), couvrant 17 communes du département[22].

Carte des ZNIEFF de type 1 et 2 à Saint-Guilhem-le-Désert.
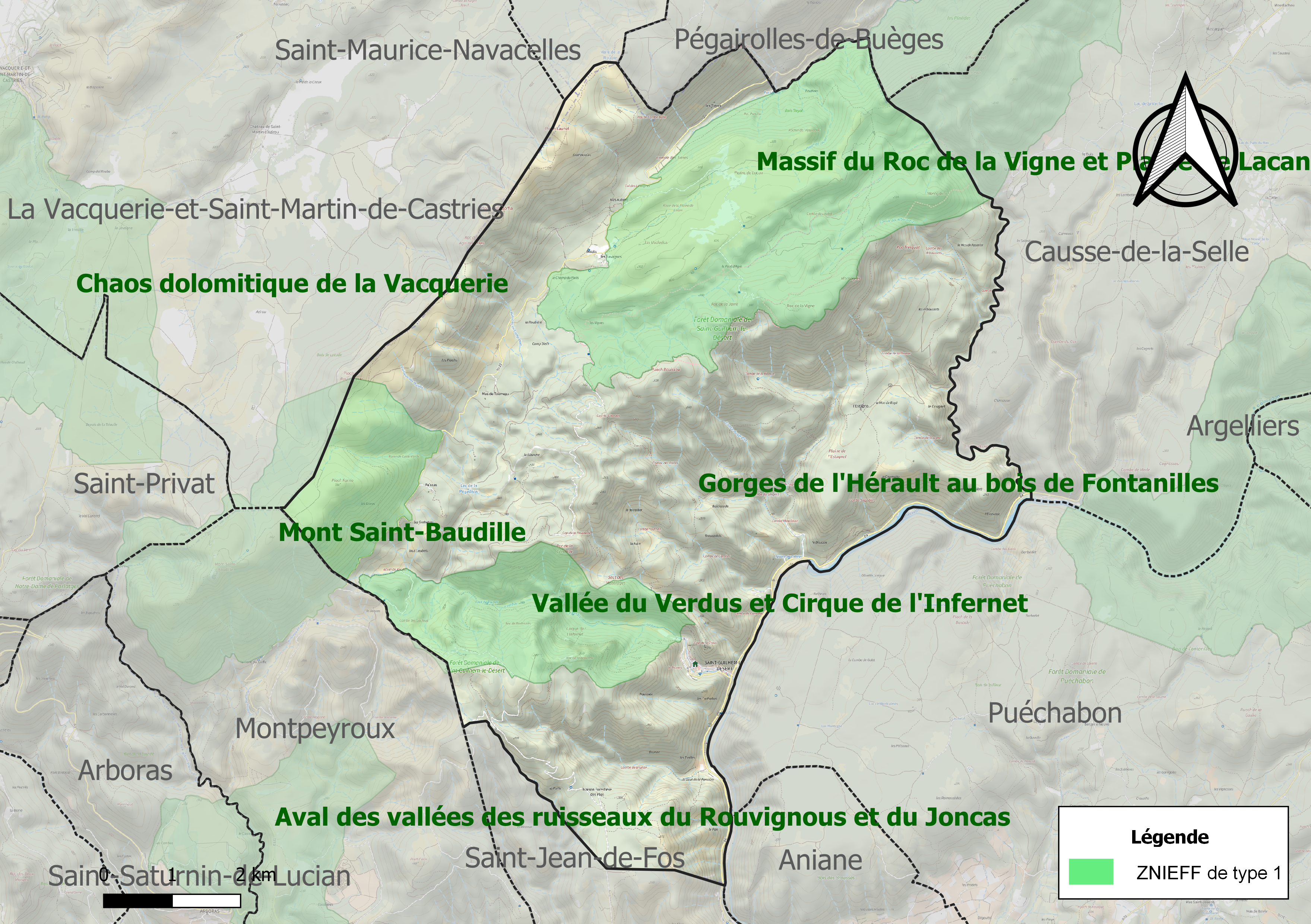
Carte des ZNIEFF de type 1 sur la commune.
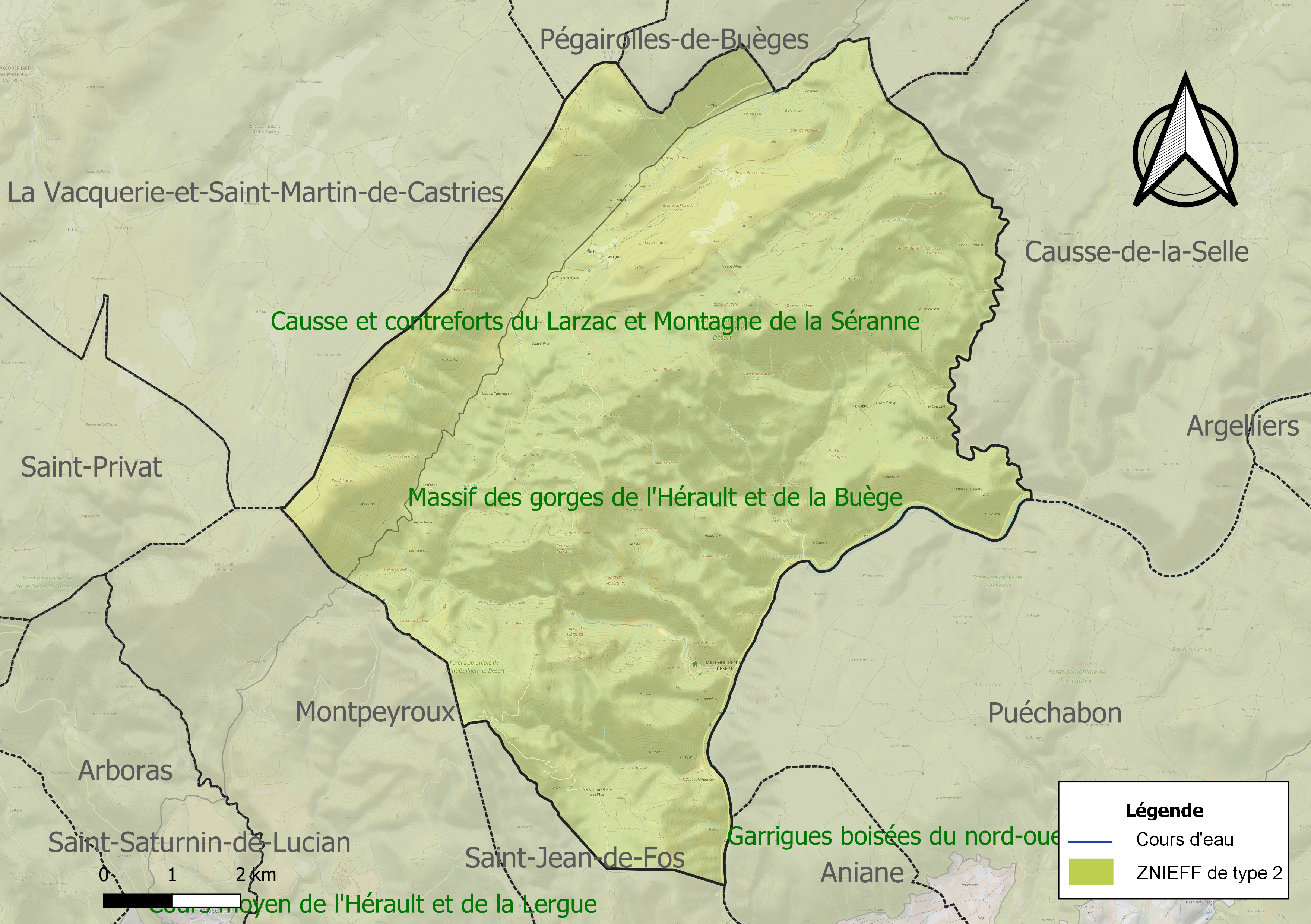
Carte des ZNIEFF de type 2 sur la commune.

## Urbanisme

### Typologie
Au 1er janvier 2024, Saint-Guilhem-le-Désert est catégorisée commune rurale à habitat dispersé, selon la nouvelle grille communale de densité à sept niveaux définie par l'Insee en 2022.
Elle est située hors unité urbaine. Par ailleurs la commune fait partie de l'aire d'attraction de Montpellier, dont elle est une commune de la couronne,. Cette aire, qui regroupe 161 communes, est catégorisée dans les aires de 700 000 habitants ou plus (hors Paris),.

### Occupation des sols
L'occupation des sols de la commune, telle qu'elle ressort de la base de données européenne d’occupation biophysique des sols Corine Land Cover (CLC), est marquée par l'importance des forêts et milieux semi-naturels (99,3 % en 2018), une proportion sensiblement équivalente à celle de 1990 (100 %). La répartition détaillée en 2018 est la suivante : 
forêts (53,8 %), milieux à végétation arbustive et/ou herbacée (38,1 %), espaces ouverts, sans ou avec peu de végétation (7,3 %), zones agricoles hétérogènes (0,7 %). L'évolution de l’occupation des sols de la commune et de ses infrastructures peut être observée sur les différentes représentations cartographiques du territoire : la carte de Cassini (XVIIIe siècle), la carte d'état-major (1820-1866) et les cartes ou photos aériennes de l'IGN pour la période actuelle (1950 à aujourd'hui).

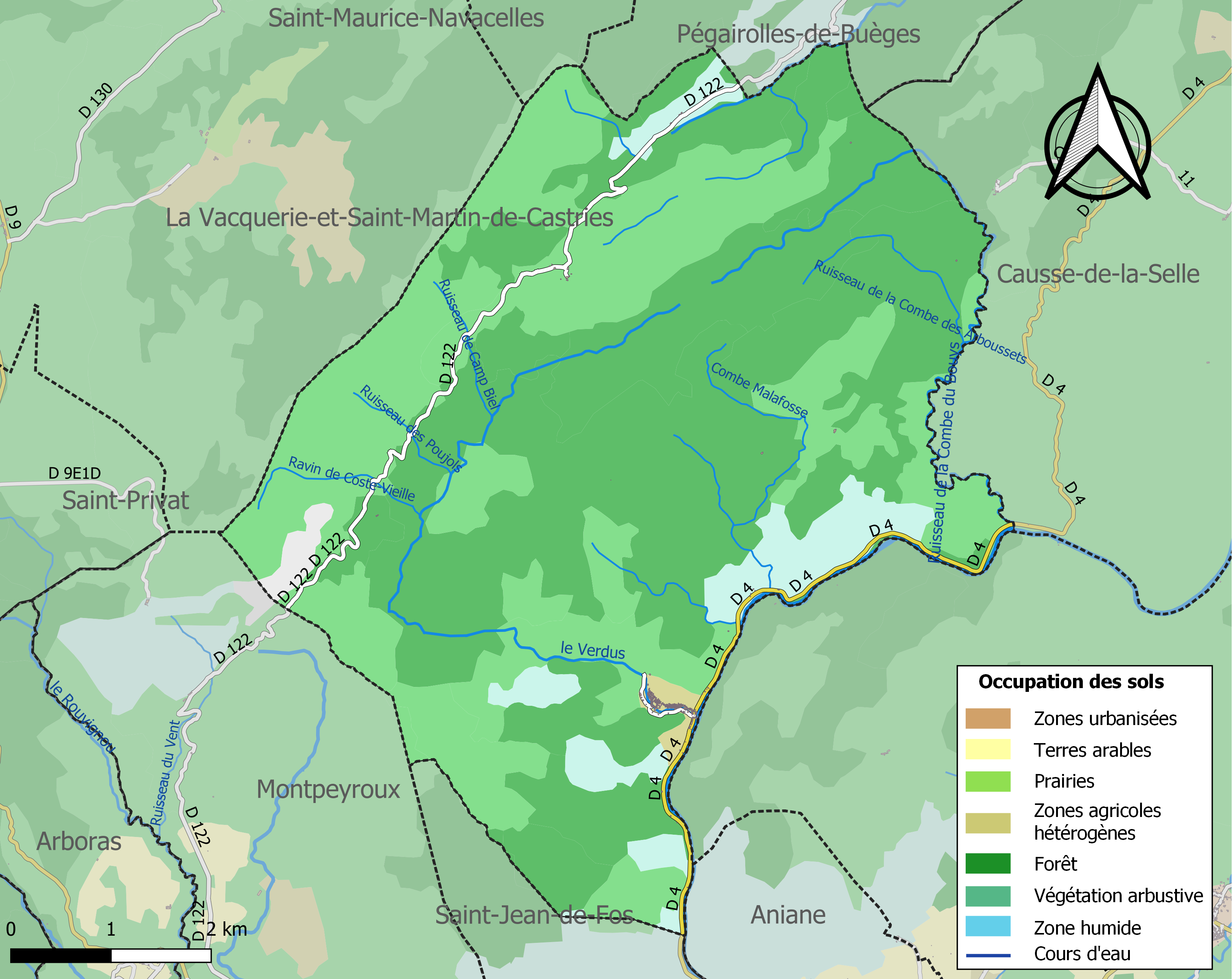
Carte des infrastructures et de l'occupation des sols de la commune en 2018 (CLC).

### Risques majeurs
Le territoire de la commune de Saint-Guilhem-le-Désert est vulnérable à différents aléas naturels : météorologiques (tempête, orage, neige, grand froid, canicule ou sécheresse), inondations, feux de forêts, mouvements de terrains et séisme (sismicité faible). Il est également exposé à un risque particulier : le risque de radon. Un site publié par le BRGM permet d'évaluer simplement et rapidement les risques d'un bien localisé soit par son adresse soit par le numéro de sa parcelle.

#### Risques naturels
Certaines parties du territoire communal sont susceptibles d’être affectées par le risque d’inondation par débordement de cours d'eau, notamment l'Hérault. La commune a été reconnue en état de catastrophe naturelle au titre des dommages causés par les inondations et coulées de boue survenues en 1982, 1994, 1995, 1996, 1997, 2003, 2011 et 2014,.
Saint-Guilhem-le-Désert est exposée au risque de feu de forêt. Un plan départemental de protection des forêts contre les incendies (PDPFCI) a été approuvé en juin 2013 et court jusqu'en 2022, où il doit être renouvelé. Les mesures individuelles de prévention contre les incendies sont précisées par deux arrêtés préfectoraux et s’appliquent dans les zones exposées aux incendies de forêt et à moins de 200 mètres de celles-ci. L’arrêté du 25 avril 2002 réglemente l'emploi du feu en interdisant notamment d’apporter du feu, de fumer et de jeter des mégots de cigarette dans les espaces sensibles et sur les voies qui les traversent sous peine de sanctions. L'arrêté du 11 mars 2013 rend le débroussaillement obligatoire, incombant au propriétaire ou ayant droit,.

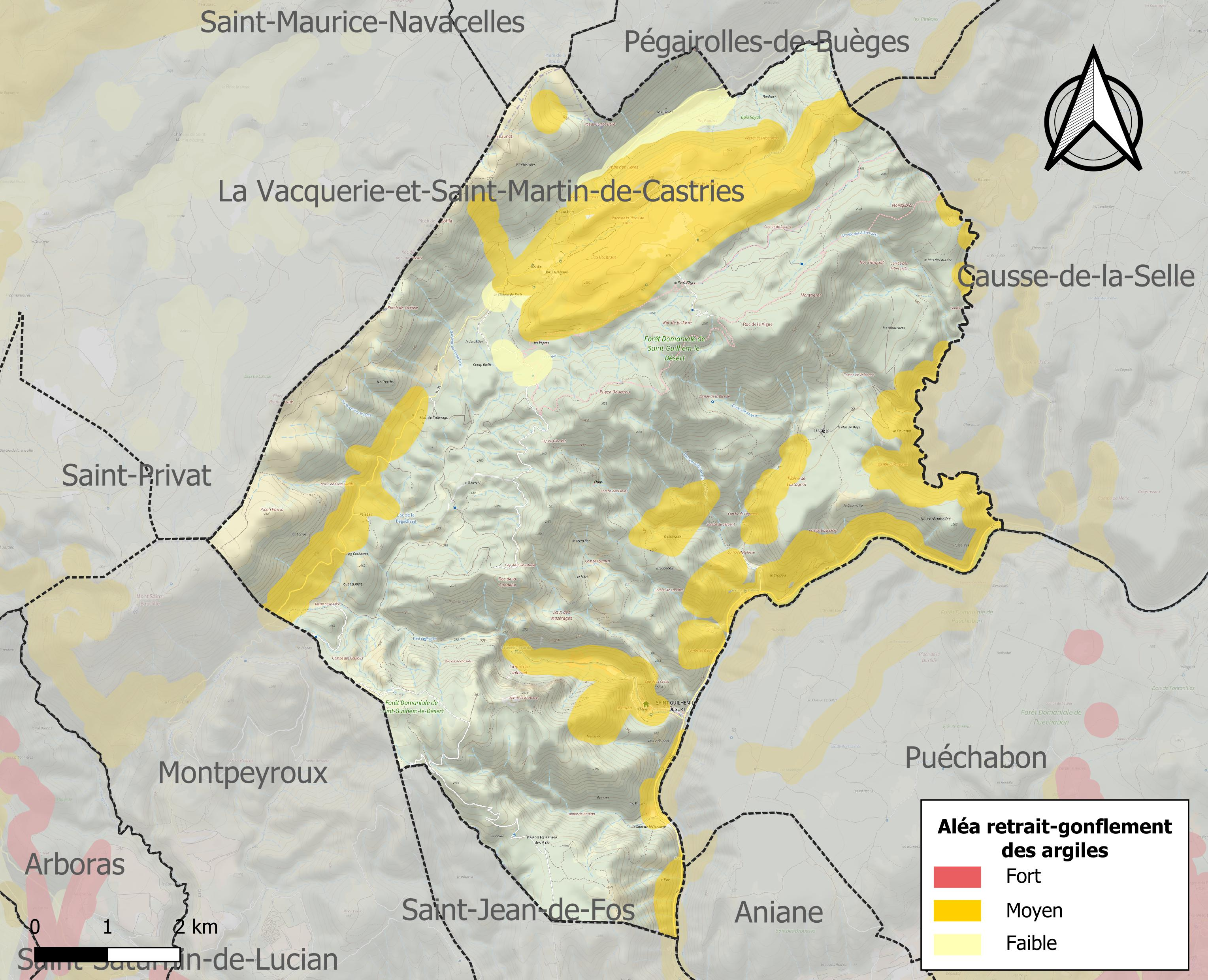
Carte des zones d'aléa retrait-gonflement des sols argileux de Saint-Guilhem-le-Désert.

La commune est vulnérable au risque de mouvements de terrains constitué principalement du retrait-gonflement des sols argileux. Cet aléa est susceptible d'engendrer des dommages importants aux bâtiments en cas d’alternance de périodes de sécheresse et de pluie. 24,4 % de la superficie communale est en aléa moyen ou fort (59,3 % au niveau départemental et 48,5 % au niveau national). Sur les 198 bâtiments dénombrés sur la commune en 2019, 152 sont en aléa moyen ou fort, soit 77 %, à comparer aux 85 % au niveau départemental et 54 % au niveau national. Une cartographie de l'exposition du territoire national au retrait gonflement des sols argileux est disponible sur le site du BRGM,.
Par ailleurs, afin de mieux appréhender le risque d’affaissement de terrain, l'inventaire national des cavités souterraines permet de localiser celles situées sur la commune.

#### Risque particulier
Dans plusieurs parties du territoire national, le radon, accumulé dans certains logements ou autres locaux, peut constituer une source significative d’exposition de la population aux rayonnements ionisants. Certaines communes du département sont concernées par le risque radon à un niveau plus ou moins élevé. Selon la classification de 2018, la commune de Saint-Guilhem-le-Désert est classée en zone 2, à savoir zone à potentiel radon faible mais sur lesquelles des facteurs géologiques particuliers peuvent faciliter le transfert du radon vers les bâtiments.

## Toponymie
Le toponyme « dau Desèrt » est lié à  la pratique religieuse. Désert s’entend en tant que lieu privilégié de la rencontre, du face à face avec Dieu. Il signifie donc se retirer du monde (voir les cénobites et tous types d'anachorètes jusqu'aux stylites du désert en Égypte) ; c'est une pratique d'ascétisme. L'ermite  s'installe dans un lieu désert car dénué de toute vie humaine.
[réf. nécessaire]

## Histoire

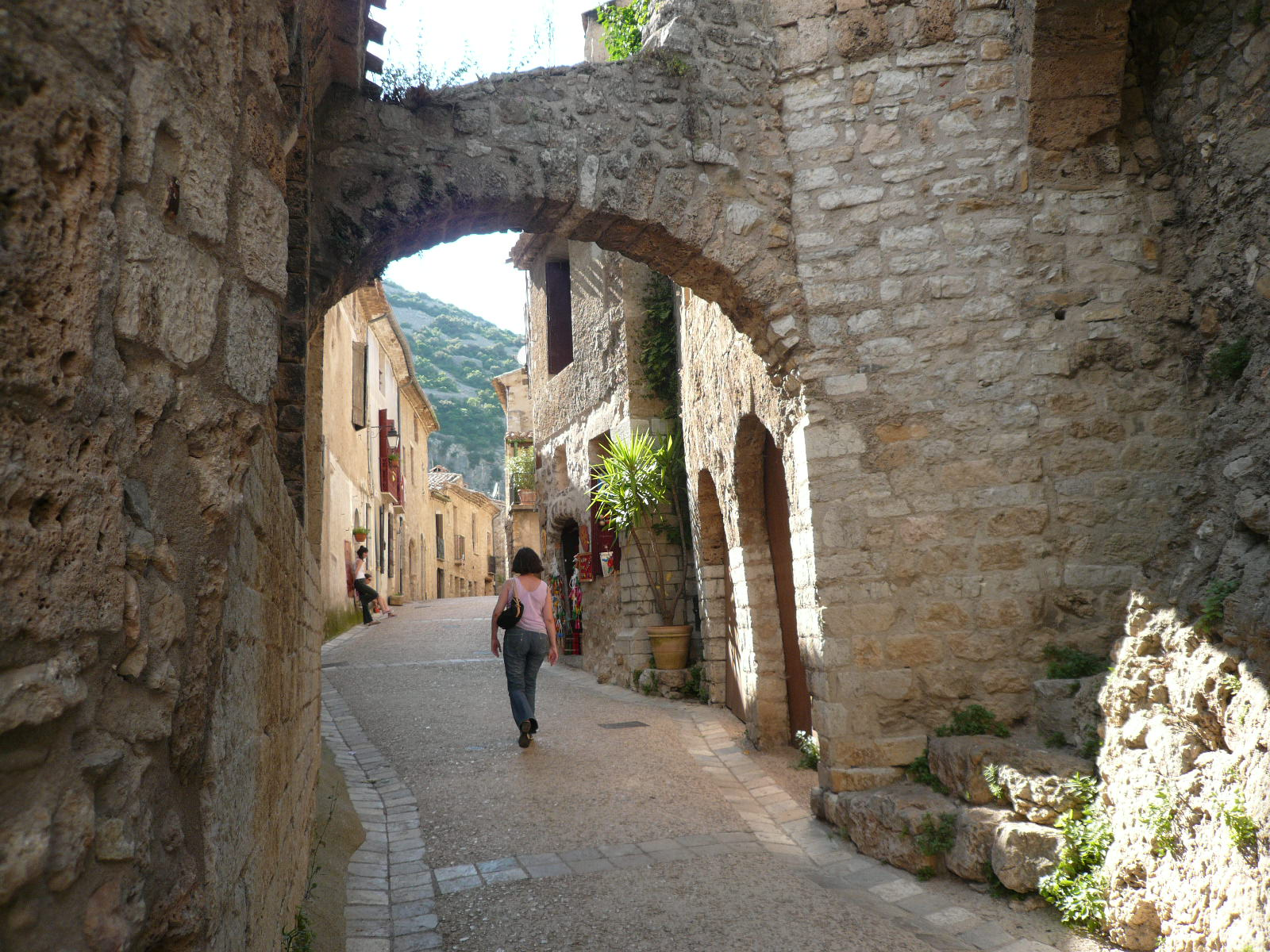
Rue de Saint-Guilhem-le-Désert.

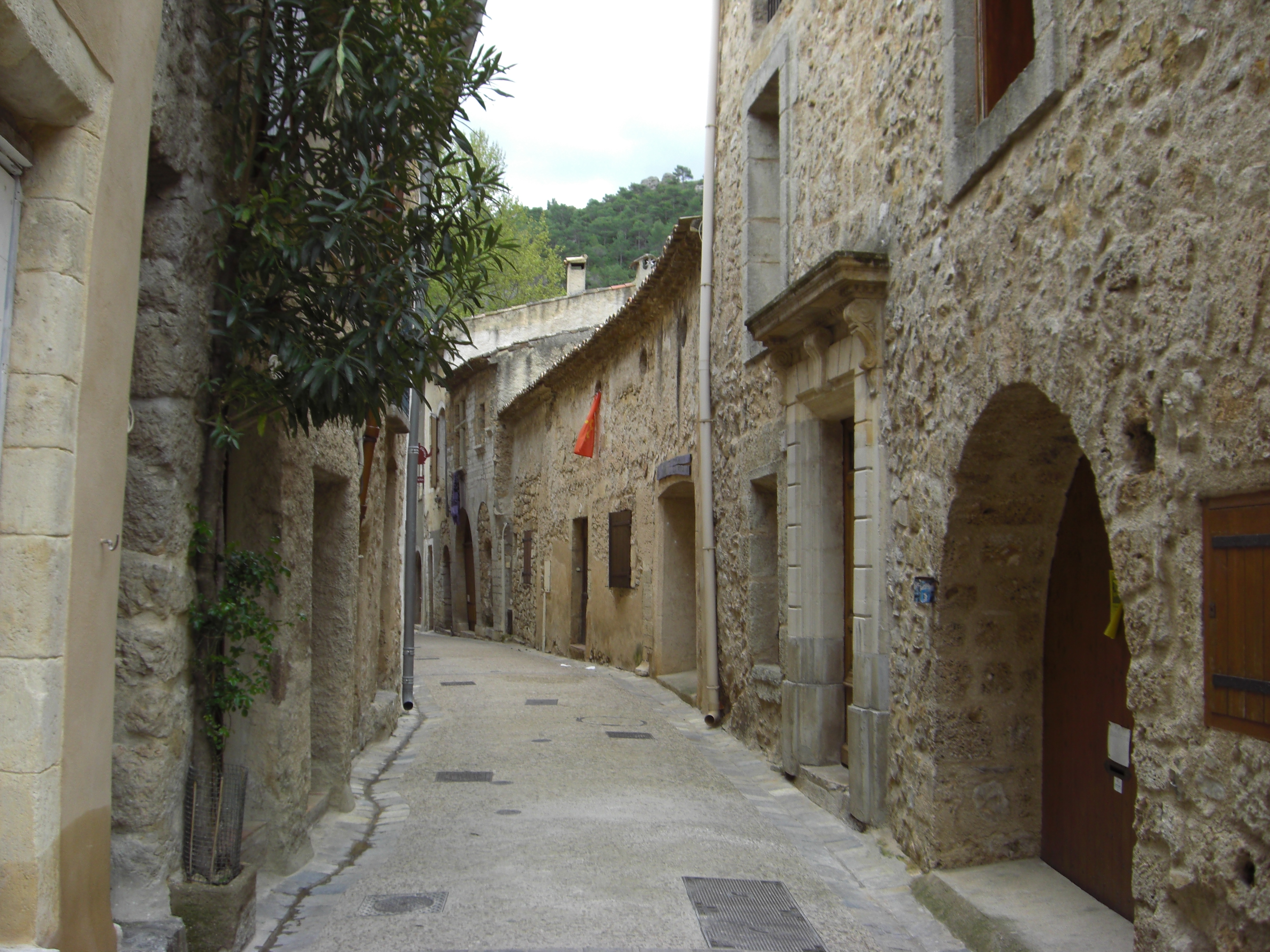
Rue de Saint-Guilhem-le-Désert.

En 804, le comte de Toulouse et duc d'Aquitaine saint Guillaume (Guilhèm en langue d'oc) fonde une abbaye dans un lieu de la vallée de l'Hérault alors à l'écart de toute présence humaine, un « désert », le vallon de Gellone. L'abbaye est appelée abbaye de Gellone, ou, après sa mort en 812, abbaye de Guillaume, et devient l'abbaye de Saint-Guilhem après sa canonisation en 1066.
La relique d'un morceau de la vraie croix attire la dévotion de nombreux pèlerins et l'abbaye devient une étape très importante de pèlerinage. Une agglomération se développe autour de l'abbaye.
Au Moyen Âge, l'abbaye se trouve sur le territoire du diocèse de Lodève alors que l'abbaye d'Aniane, toute proche, fondée vers 782 par un proche de Guillaume, relève du diocèse de Maguelone.[réf. nécessaire]
Au cours de la Révolution française, la commune porte provisoirement le nom de Verdus-le-Désert.
Le village a été classé le deuxième Village préféré des Français en 2012 parmi les 21 autres villages présents dans la compétition.[réf. nécessaire]

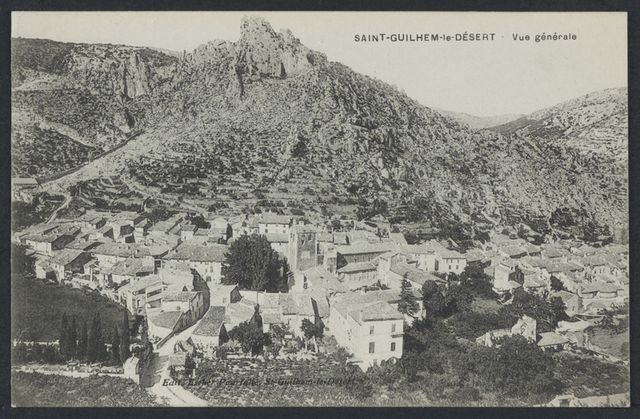
Le village de Saint-Guilhem-le-Désert (carte postale début XXe siècle).
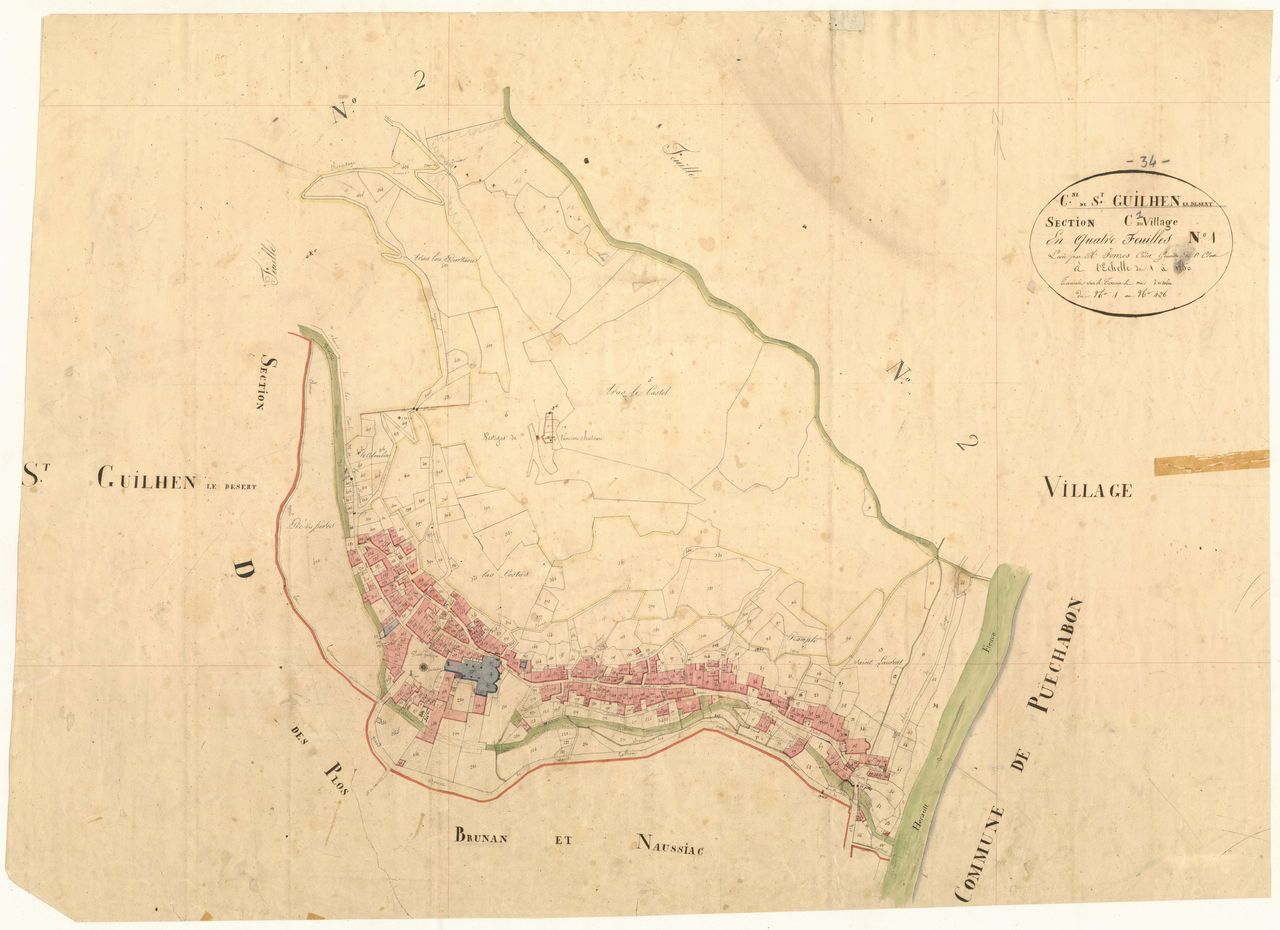
Plan cadastral de Saint-Guilhem-le-Désert dressé en 1828.

## Blasonnement
|  | Les armoiries de Saint-Guilhem-le-Désert se blasonnent ainsi : d'azur à une crosse accompagnée de deux lettres capitales, S à dextre et G à senestre, et senestrée en chef d'une étoile, le tout d'or |

## Politique et administration

### Tendances politiques et résultats
| Scrutin             | Scrutin             | 1er tour | 1er tour    | 1er tour | 1er tour | 1er tour  | 1er tour | 1er tour | 1er tour  | 1er tour | 1er tour | 1er tour   | 1er tour | 2d tour | 2d tour | 2d tour | 2d tour | 2d tour | 2d tour |
| Scrutin             | Scrutin             | 1er      | 1er         | %        | 2e       | 2e        | %        | 3e       | 3e        | %        | 4e       | 4e         | %        | 1er     | 1er     | %       | 2e      | 2e      | %       |
| ------------------- | ------------------- | -------- | ----------- | -------- | -------- | --------- | -------- | -------- | --------- | -------- | -------- | ---------- | -------- | ------- | ------- | ------- | ------- | ------- | ------- |
| Présidentielle 2017 | Présidentielle 2017 |          | LFI         | 28,76    |          | EM        | 22,57    |          | LR        | 18,58    |          | FN         | 15,93    |         | EM      | 68,39   |         | FN      | 31,61   |
| Présidentielle 2022 | Présidentielle 2022 |          | RN          | 23,41    |          | LFI       | 20,98    |          | LREM      | 20,49    |          | RES        | 11,71    |         | LREM    | 54,02   |         | RN      | 45,98   |
| Législatives 2022   | 4e                  |          | LFI (NUPES) | 27,21    |          | RN        | 18,37    |          | RES       | 17,69    |          | LREM (ENS) | 12,24    |         | LFI     | 57,89   |         | RN      | 42,11   |
| Législatives 2024   | 4e                  |          | RN          | 41,29    |          | LFI (NFP) | 38,81    |          | HOR (ENS) | 18,41    |          | REC        | 1,49     |         | LFI     | 52,48   |         | RN      | 47,52   |

### Liste des maires
| Période | Période  | Identité          | Étiquette     | Qualité               |
| ------- | -------- | ----------------- | ------------- | --------------------- |
| 1947    | 1982     | Gérard Calmel     |               |                       |
| 1982    | 1983     | Jules Rey         |               |                       |
| 1983    | 1995     | Joseph Frayssinet |               |                       |
| 1995    | 2008     | Jacques Andrieux  | -             | -                     |
| 2008    | 2020     | Philippe Machetel | MoDem puis GÉ | Professeur de faculté |
| 2020    | En cours | Robert Siegel     |               | Ancien cadre          |

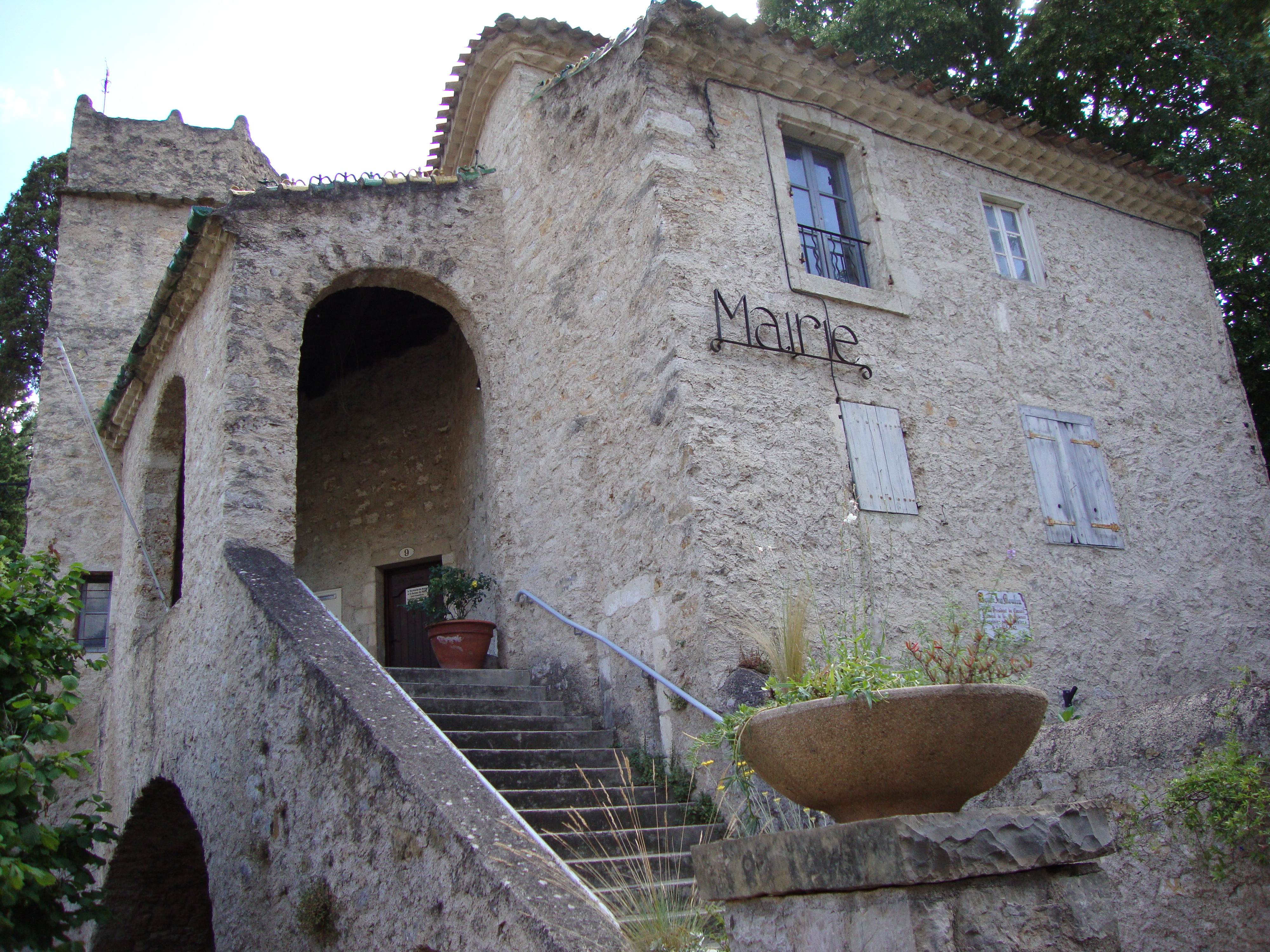
Mairie.

Selon la classification de l'INSEE, Saint-Guilhem est une commune rurale qui ne fait partie d'aucune aire ou espace urbain, bien qu'elle soit adjacente à l'aire urbaine et à l'espace urbain de Montpellier.

## Démographie
L'évolution du nombre d'habitants est connue à travers les recensements de la population effectués dans la commune depuis 1793. Pour les communes de moins de 10 000 habitants, une enquête de recensement portant sur toute la population est réalisée tous les cinq ans, les populations de référence des années intermédiaires étant quant à elles estimées par interpolation ou extrapolation. Pour la commune, le premier recensement exhaustif entrant dans le cadre du nouveau dispositif a été réalisé en 2004.

En 2022, la commune comptait 243 habitants, en évolution de −5,08 % par rapport à 2016 (Hérault : +7,49 %, France hors Mayotte : +2,11 %).
| 1793 | 1800 | 1806 | 1821 | 1831 | 1836 | 1841 | 1846 | 1851 |
| ---- | ---- | ---- | ---- | ---- | ---- | ---- | ---- | ---- |
| 754  | 800  | 962  | 920  | 849  | 876  | 868  | 925  | 914  |

| 1856 | 1861 | 1866 | 1872 | 1876 | 1881 | 1886 | 1891 | 1896 |
| ---- | ---- | ---- | ---- | ---- | ---- | ---- | ---- | ---- |
| 891  | 895  | 849  | 832  | 821  | 765  | 716  | 678  | 582  |

| 1901 | 1906 | 1911 | 1921 | 1926 | 1931 | 1936 | 1946 | 1954 |
| ---- | ---- | ---- | ---- | ---- | ---- | ---- | ---- | ---- |
| 536  | 569  | 541  | 404  | 427  | 363  | 348  | 270  | 250  |

| 1962 | 1968 | 1975 | 1982 | 1990 | 1999 | 2004 | 2006 | 2009 |
| ---- | ---- | ---- | ---- | ---- | ---- | ---- | ---- | ---- |
| 261  | 229  | 274  | 236  | 190  | 245  | 241  | 243  | 263  |

| 2014 | 2019 | 2022 | - | - | - | - | - | - |
| ---- | ---- | ---- | - | - | - | - | - | - |
| 259  | 245  | 243  | - | - | - | - | - | - |

Les listes nominatives de recensement de population ont été numérisées et sont consultables en ligne sur le site des Archives départementales de l’Hérault.

## Économie

### Revenus
En 2018, la commune compte 127 ménages fiscaux, regroupant 230 personnes. La médiane du revenu disponible par unité de consommation est de 18 780 € (20 330 € dans le département).

### Emploi
|                | 2008   | 2013   | 2018   |
| -------------- | ------ | ------ | ------ |
| Commune        | 10,3 % | 12,4 % | 17,3 % |
| Département    | 10,1 % | 11,9 % | 12 %   |
| France entière | 8,3 %  | 10 %   | 10 %   |

En 2018, la population âgée de 15 à 64 ans s'élève à 165 personnes, parmi lesquelles on compte 77,2 % d'actifs (59,9 % ayant un emploi et 17,3 % de chômeurs) et 22,8 % d'inactifs,. Depuis 2008, le taux de chômage communal (au sens du recensement) des 15-64 ans est supérieur à celui de la France et du département.
La commune fait partie de la couronne de l'aire d'attraction de Montpellier, du fait qu'au moins 15 % des actifs travaillent dans le pôle,. Elle compte 104 emplois en 2018, contre 102 en 2013 et 99 en 2008. Le nombre d'actifs ayant un emploi résidant dans la commune est de 106, soit un indicateur de concentration d'emploi de 98,8 % et un taux d'activité parmi les 15 ans ou plus de 58,7 %.
Sur ces 106 actifs de 15 ans ou plus ayant un emploi, 55 travaillent dans la commune, soit 52 % des habitants. Pour se rendre au travail, 52,9 % des habitants utilisent un véhicule personnel ou de fonction à quatre roues, 1 % les transports en commun, 24,1 % s'y rendent en deux-roues, à vélo ou à pied et 22,1 % n'ont pas besoin de transport (travail au domicile).

### Agriculture
|               | 1988 | 2000 | 2010 | 2020 |
| ------------- | ---- | ---- | ---- | ---- |
| Exploitations | 22   | 20   | 17   | 1    |
| SAU (ha)      | 110  | 88   | 79   | 14   |

La commune est dans les Garrigues, une petite région agricole occupant une partie du centre et du nord-est du département de l'Hérault. En 2020, l'orientation technico-économique de l'agriculture  sur la commune est la culture de fruits ou d'autres cultures permanentes. Une seule  exploitation agricole ayant son siège dans la commune est recensée lors du recensement agricole de 2020 (22 en 1988). La superficie agricole utilisée est de 14 ha,,.

### Activités hors agriculture

#### Secteurs d'activités
90 établissements sont implantés  à Saint-Guilhem-le-Désert au 31 décembre 2019. Le tableau ci-dessous en détaille le nombre par secteur d'activité et compare les ratios avec ceux du département,.
| Secteur d'activité                                                                                        | Commune | Commune | Département |
| Secteur d'activité                                                                                        | Nombre  | %       | %           |
| --- | ------- | ------- | ----------- |
| Ensemble                                                                                                  | 90      |         |             |
| Industrie manufacturière, industries extractives et autres                                                | 8       | 8,9 %   | (6,7 %)     |
| Construction                                                                                              | 2       | 2,2 %   | (14,1 %)    |
| Commerce de gros et de détail, transports, hébergement et restauration                                    | 67      | 74,4 %  | (28 %)      |
| Activités immobilières                                                                                    | 4       | 4,4 %   | (5,3 %)     |
| Activités spécialisées, scientifiques et techniques et activités de services administratifs et de soutien | 5       | 5,6 %   | (17,1 %)    |
| Administration publique, enseignement, santé humaine et action sociale                                    | 1       | 1,1 %   | (14,2 %)    |
| Autres activités de services                                                                              | 3       | 3,3 %   | (8,1 %)     |

Le secteur du commerce de gros et de détail, des transports, de l'hébergement et de la restauration est prépondérant sur la commune puisqu'il représente 74,4 % du nombre total d'établissements de la commune (67 sur les 90 entreprises implantées  à Saint-Guilhem-le-Désert), contre 28 % au niveau départemental.

## Tourisme et activités

### Randonnées et activités de pleine nature

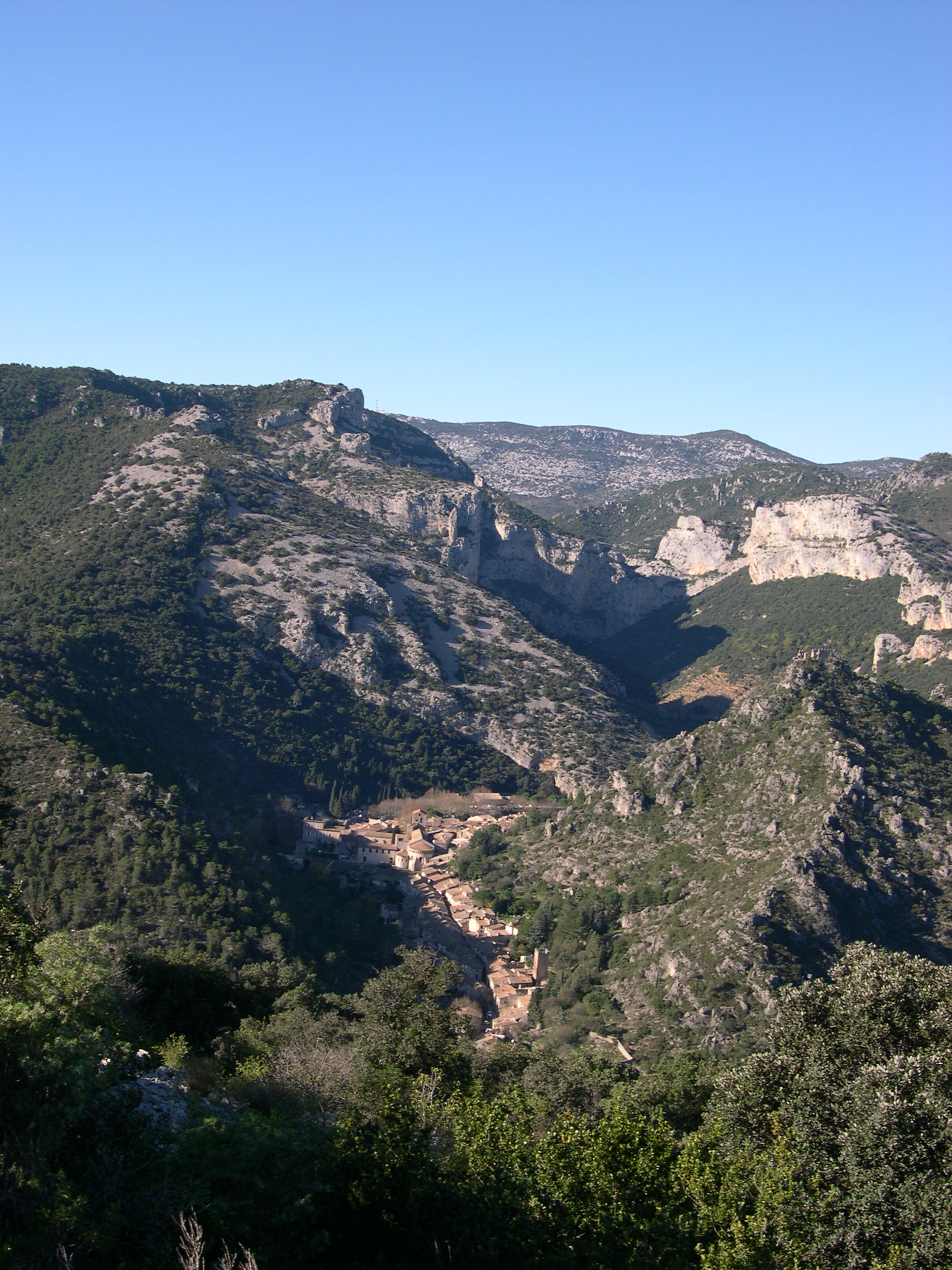
Saint-Guilhem-le-Désert et le cirque de l’Infernet (au fond) vus du belvédère du Berger.

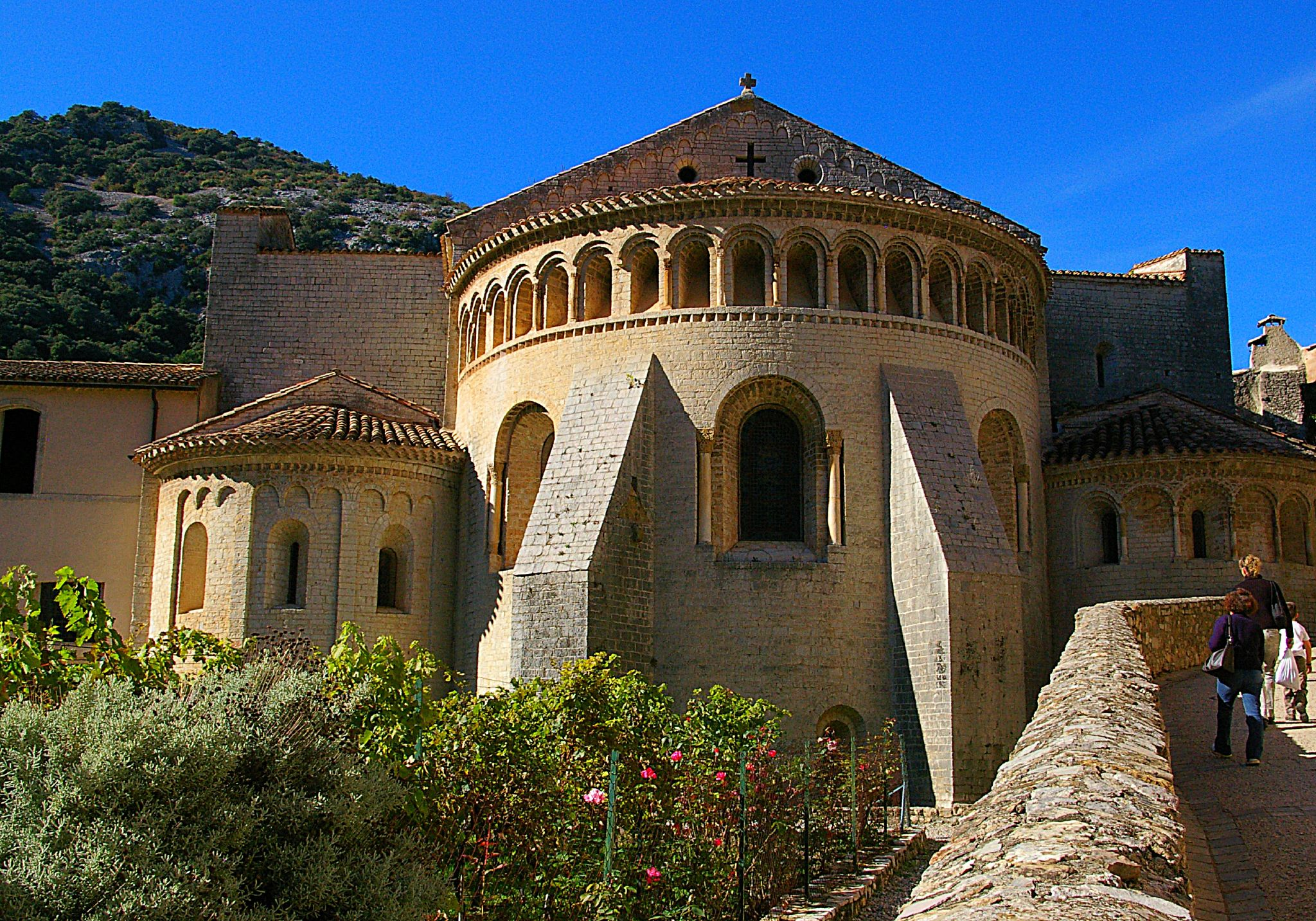
Abbaye de Gellone.

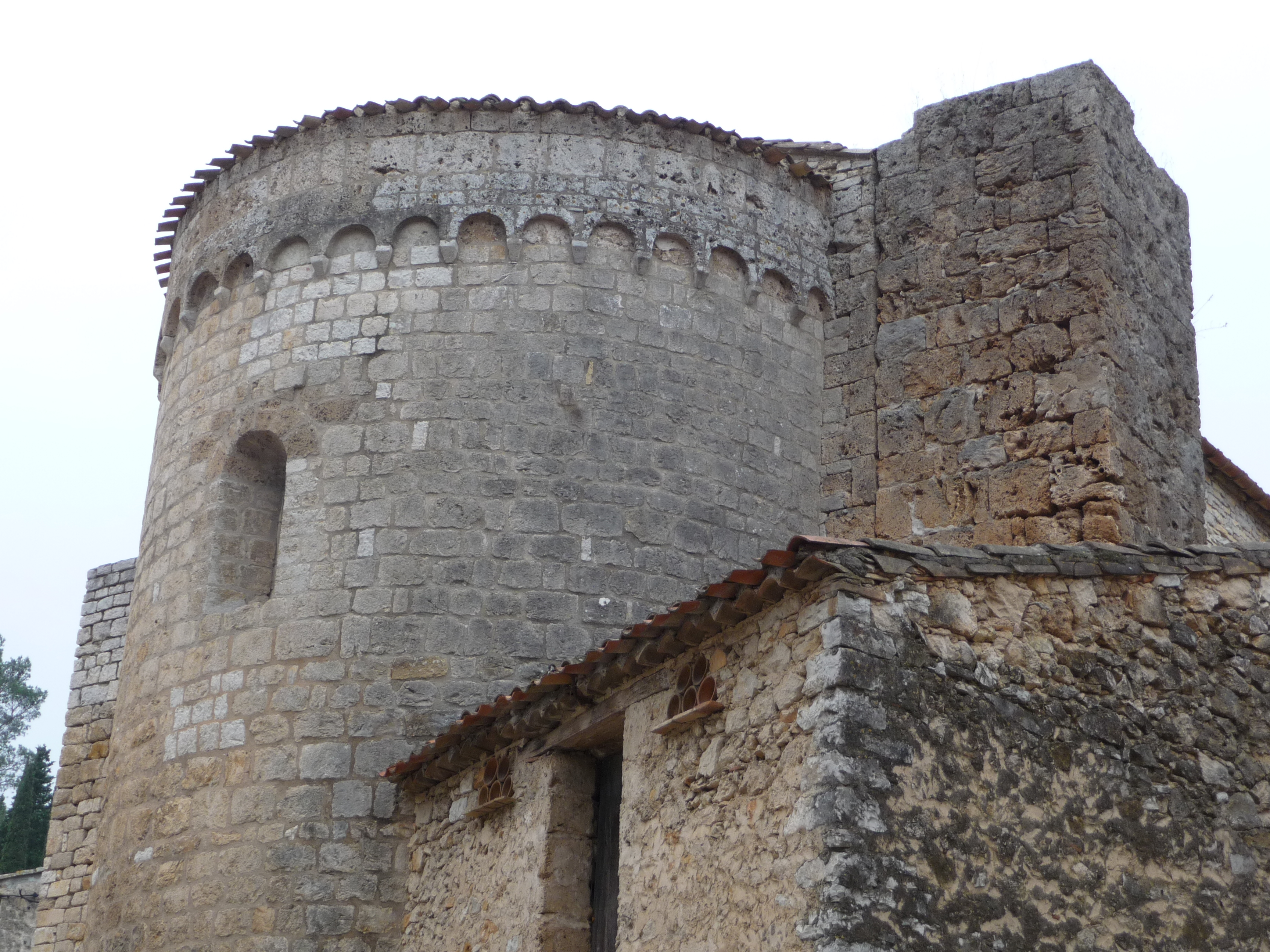
Restes de l’église Saint-Laurent.

De nombreux chemins, pistes de défense de la forêt contre les incendies (DFCI) et sentiers sillonnent la commune, entre les gorges de l'Hérault et la montagne de la Séranne. C'est une zone karstique qui abrite de nombreuses grottes et avens comme la grotte ouverte au public : la grotte de Clamouse, qui se trouve dans la ville d'à-côté (Saint-Jean-de-Fos).
La via Tolosa du chemin de Compostelle traverse les monts de Saint-Guilhem par le GR653.
Le chemin dit de Saint-Guilhem est un ancien chemin de transhumance au départ de la cité médiévale et remontant au nord vers les hauts plateaux de l'Aubrac. Il emprunte plusieurs sentiers de grande randonnée (GR) jusqu'à Aumont-Aubrac.
L'ensemble du massif est classé Natura 2000. On pratique toute l'année la randonnée pédestre, la spéléologie, et le canoé-kayak. Le vélo tout terrain (VTT) n'est autorisé que sur les pistes DFCI (interdiction sur les sentiers étroits ou monotraces).

### Concerts et festivals
L'été, l'abbaye de Gellone et la chapelle des Pénitents à Aniane sont les lieux d'accueil de concerts, en particulier ceux des Rencontres Musicales de Saint-Guilhem-le-Désert.

### Fête médiévale
Chaque année, le premier dimanche de juin, le bourg retrouve ses couleurs d'antan avec une fête médiévale.

## Lieux et monuments
- Saint-Guilhem-le-Désert, le site des abords du village et le cirque de l’Infernet ont été classés pour préserver leur caractère historique et pittoresque.
- Musée lapidaire installé dans l'ancien réfectoire de l’abbaye. La collection de sculptures du cloître, les sarcophages de saint Guilhem et de ses sœurs, Albane et Bertrane[46], ainsi qu'un film retraçant l'histoire de l'abbaye et de la reconstruction d'éléments du cloître à partir des travaux du laboratoire MAP du CNRS y sont exposés.
- Château du Géant, éléments de fortification et de défense du bourg avec sa légende de la pie[47].
- Le Colombier de Saint-Guilhem-le-Désert aussi appelé Le Cabinet du Géant ou La Tour de Don Juan se dresse à flanc de montagne, sous les ruines du château du Géant qui domine le village.

### Monuments historiques classés
- Ancienne abbaye de Gellone, joyau de l'art roman, classée monument historique dès 1840[48], ainsi que son église de la Transfiguration-du-Seigneur, l'orgue de 1789, le cloître et le maître-autel du XVIIIe siècle.
- Vestiges de l'église Saint-Laurent du XVIIe siècle, maintenant maison communale[49].
- Tour dite des Prisons du XVIIe siècle, tour carrée, haute d'environ 14 mètres.
- Maison romane du XVIIe siècle, près de l'église.
- Ancien moulin de l'abbaye de Gellone, du XVIIe siècle, avec sa grosse meule double encore conservée.

### Aux alentours
- Ermitage Notre-Dame-du-Lieu-Plaisant, site retenu pour le loto du patrimoine en 2020, à une heure de marche au nord de Saint-Guilhem-le-Désert[50].
- Chapelle des Pénitents à Aniane. L'édifice est référencé dans la base Mérimée et à l'Inventaire général Région Occitanie[51] et inscrit aux monuments historiques.
- Abbatiale Saint-Sauveur à Aniane.
- Le Pont du Diable entre les communes d'Aniane et Saint-Jean-de-Fos, inscrit sur la liste du patrimoine mondial de l'Unesco.
- Grotte de Clamouse à Saint-Jean-de-Fos.
- Église Saint-Sylvestre-des-Brousses à Puéchabon, classé MH.
- Ancien atelier de potier Albe-Sabadel à Saint-Jean-de-Fos, classé MH.

## Galerie

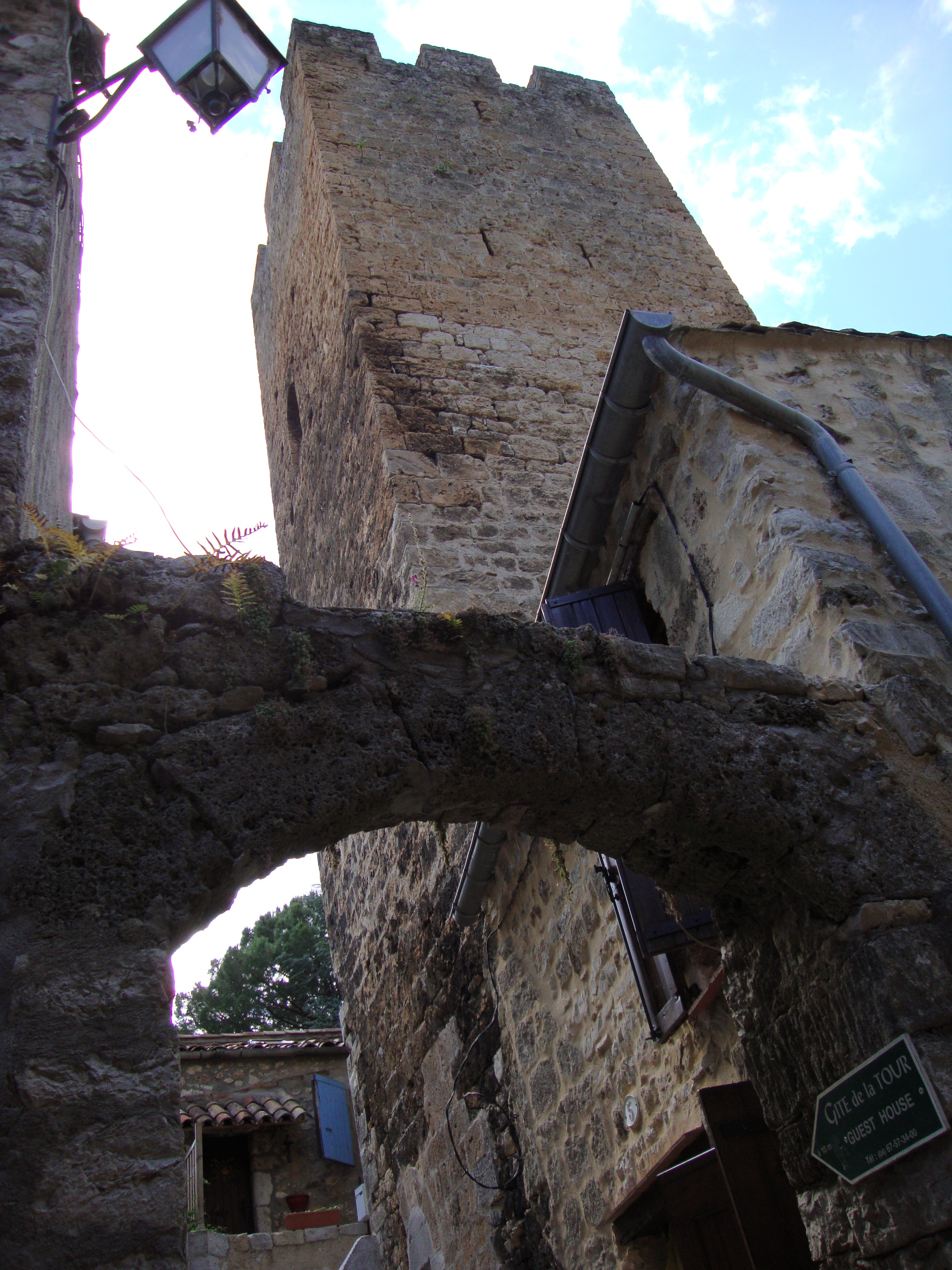
La tour des prisons.
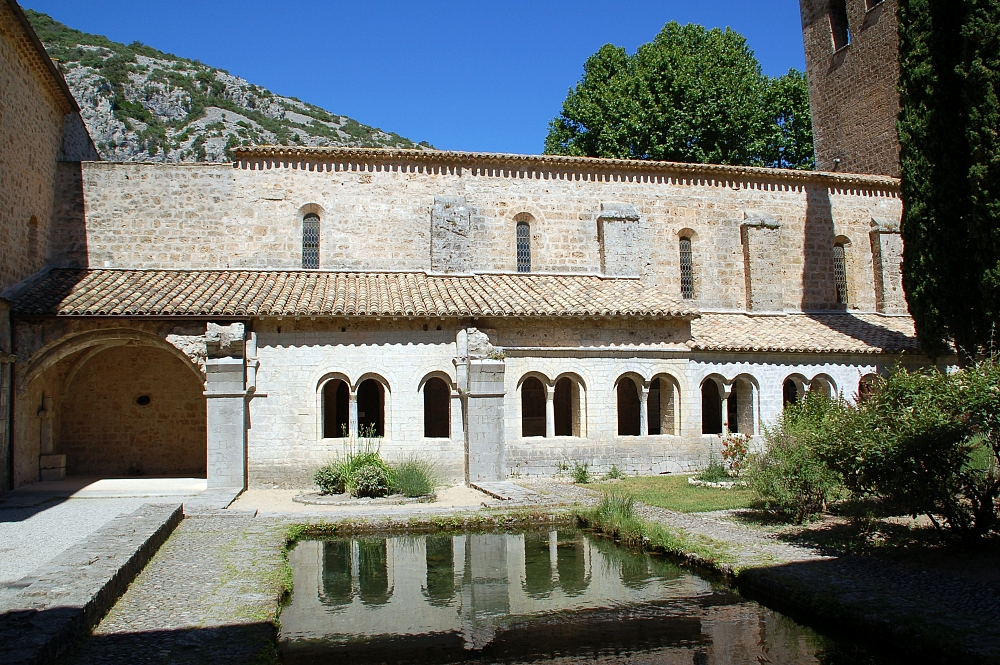
Cloître de l'abbaye.
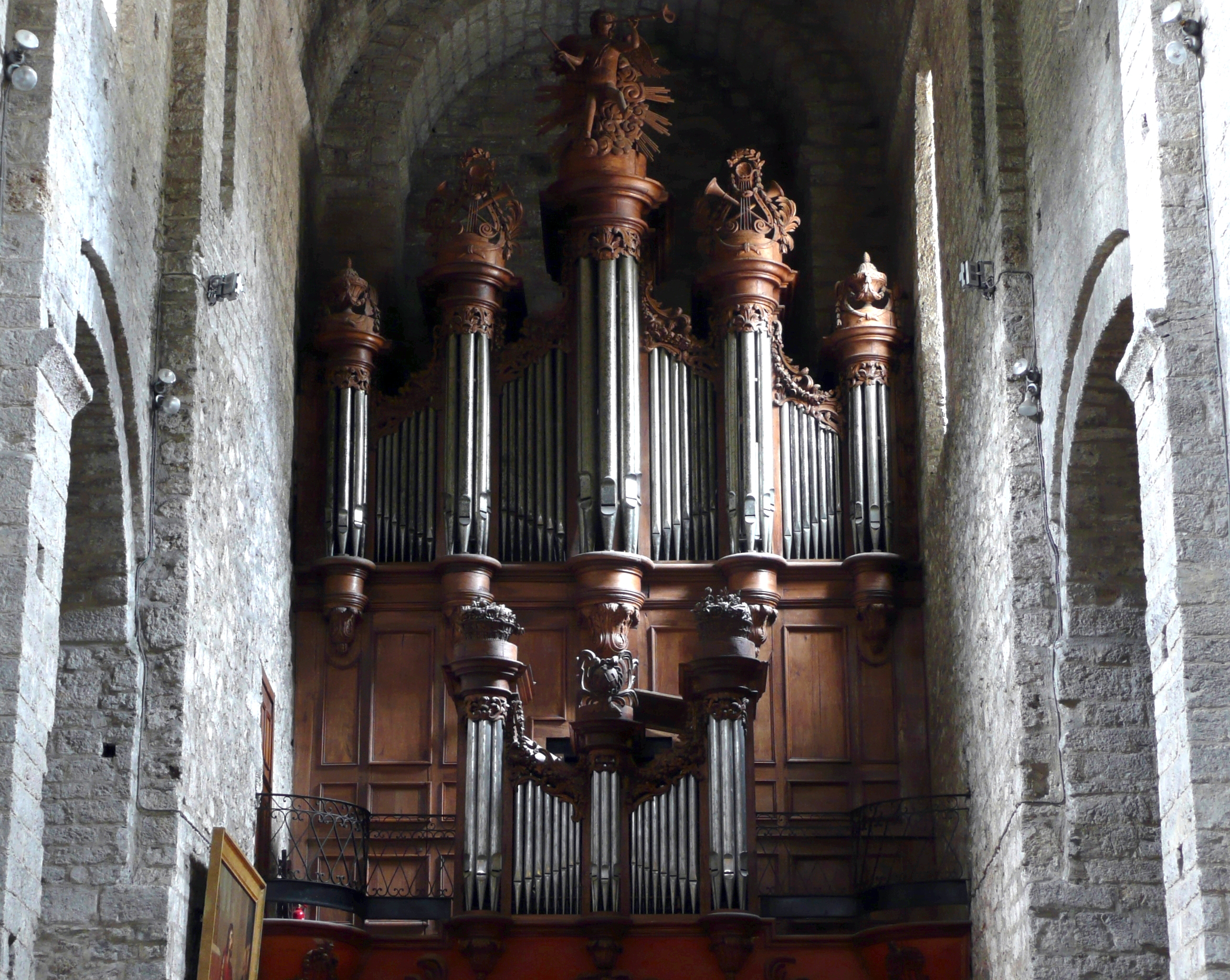
Orgue de l'abbaye.
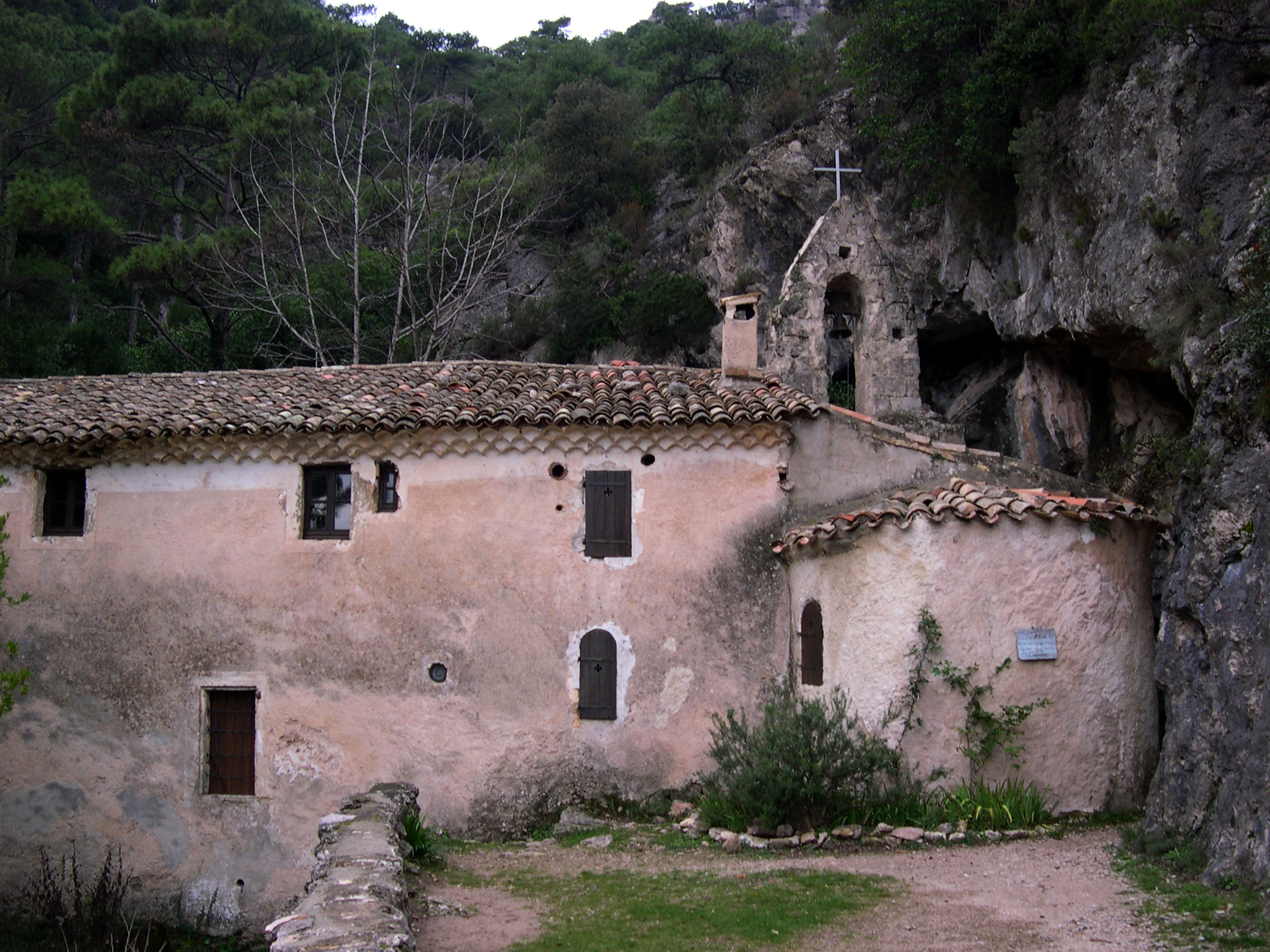
Ermitage Notre-Dame-du-Lieu-Plaisant.
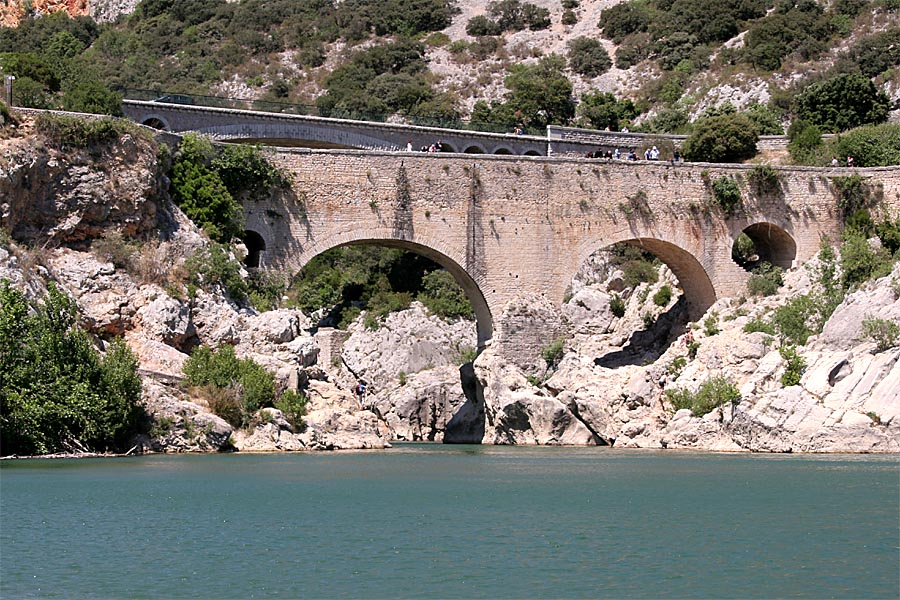
Pont du Diable.
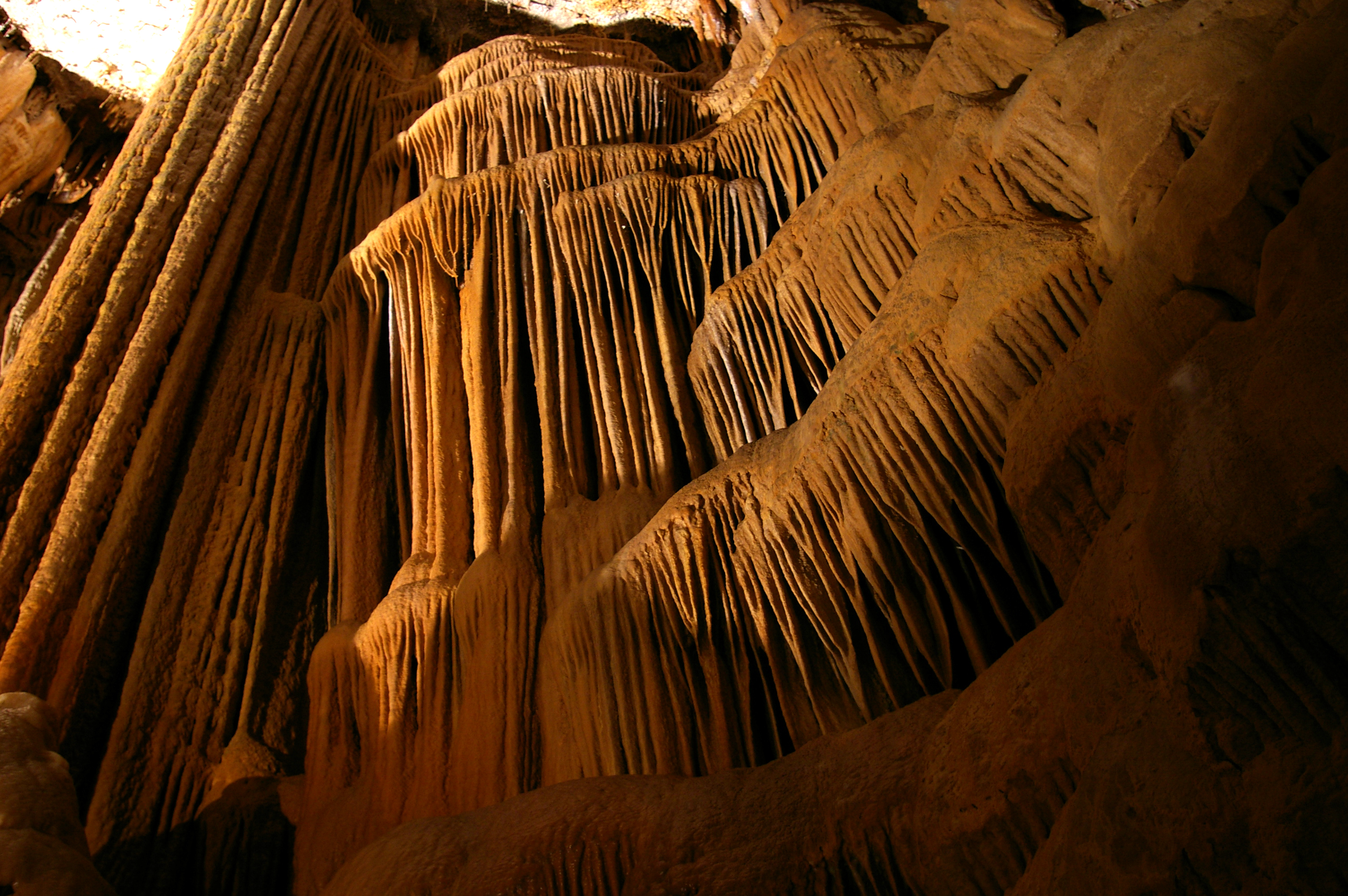
Grotte de Clamouse.
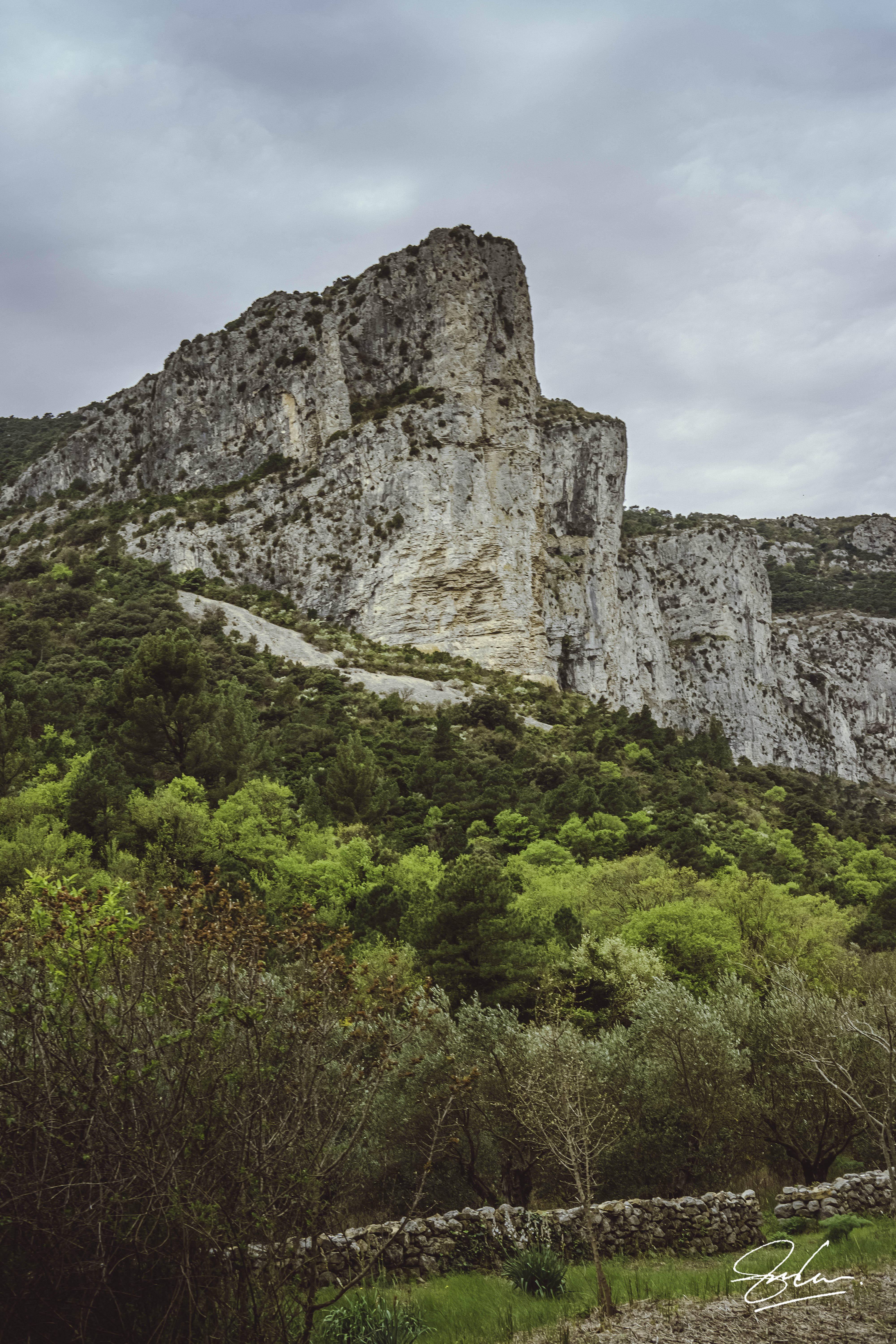
Le Roc de la Bissonne en rive droite du Cirque de l'Infernet.

## Vie de la commune

### Jumelages
Campins (Espagne) Catalogne. Ce jumelage est lié au fait que les deux populations honorent le même patron saint Guilhem.

### Personnalités liées à la commune
- Guillaume de Gellone, noble et personnalité militaire.

### Fonds d'archives
- Fonds : Archives communales de Saint-Guilhem-le-Désert (1282-2004) [5,34 ml].  Cote : 261 EDT. Montpellier : Archives départementales de l'Hérault (présentation en ligne).

### Filmographie
- Le feuilleton télévisé français en six épisodes L'Or du diable, mettant en scène Jean-François Balmer (dans le rôle de l'abbé Saunière), Michel Aumont et Arielle Dombasle et consacré à l'énigme de Rennes-le-Château a été tourné en 1989 en décors naturels dans la forêt domaniale de la commune de Saint-Guilhem-le-Désert et les grottes de la Clamouse.
- Le téléfilm policier Le Pont du Diable avec Élodie Frenck, tourné à Saint-Guilhem, au Pont-du-Diable et dans les environs a été diffusé par France 3, le 26 janvier 2019.
- Le téléfilm Age of Extinction de 2014 évoque brièvement Saint-Guilhem lors du crash d'un vaisseau aux alentours de la 18e minute.